# Ichiban
Ichiban Records est le label d'une compagnie de disque indépendante américaine, fondée à Atlanta en 1985 par John Abbey (en) et Nina Easton.

## Histoire
Parmi les labels en dépendant, citons Wrap Records et Nastymix Records. Urgent ! Records et Mr. Henry Records, de Houston, étaient tous deux distribués par Ichiban. Outre l'enregistrement d'une série de groupes de hip-hop au cours des dernières années, Ichiban s'est spécialisé à l'origine dans le blues et a également publié des albums de musiciens tels que Buster Benton et Raful Neal. Ichiban a déposé le bilan en 1999 Le catalogue est maintenant contrôlé par EMI, mais rien n'a été réédité depuis que le label a cessé ses activités.
Le nom du label, « ichi-ban », signifie en japonais « numéro un » ou « premier », une expression couramment utilisée au Japon pour désigner le meilleur.

## Artistes produits
| - A.W.O.L. - Detroit's Most Wanted - DFC - Gangsta Pat - Ghetto Mafia - Hard Boyz - Insane Poetry - Kid Sensation - Kilo Ali - Kool Moe Dee - MC Brains - MC Breed - Rodney O & Joe Cooley - Sir Mix-a-Lot - Success-n-Effect - Vanilla Ice - Willie D - Clarence Carter - Willie Clayton - Millie Jackson - Barbara Lynn - The Three Degrees - Tyrone Davis - Little Johnny Taylor - Scola | - Slave - Roy Ayers - Buster Benton - Ben E. King - Gary B.B. Coleman - Dash Rip Rock - Deadeye Dick - The Fleshtones - Little Mike and the Tornadoes - Lil John - Luther "Houserocker" Johnson - Joey Gilmore - Big Joe & the Dynaflows - Ernie Lancaster - Trudy Lynn - Jerry McCain - Floyd Miles - Raful Neal - Phunk Junkeez - Tom Principato - Artie "Blues Boy" White - Blues Boy Willie - Chick Willis |